# جون دو بونت
جون إليوتير دو بونت (22 نوفمبر 1938 - 9 ديسمبر 2010)، كان مليونيرًا أمريكيًا مُحسنًا ومُدانًا بجريمة قتل. وهو وريث ثروة عائلة دو بونت، كان عالم طيور، وجامع طوابع، وعالم محار، وعاشقًا للرياضة.
في عام 1972، أسس دو بونت متحف ديلاوير للتاريخ الطبيعي وأداره، وساهم في جامعة فيلانوفا ومؤسسات أخرى. وفي عقد الثمانينيات من القرن العشرين، أنشأ منشأة مصارعة في مزرعة فوكسكاتشر التي يملكها بعد أن أصبح مهتمًا بهذهِ الرياضة وسباقات الخماسي. أصبح دو بونت داعمًا بارزًا لرياضات الهواة في الولايات المتحدة، وراعيًا لاتحاد المصارعة الأمريكي.
بحلول عقد التسعينيات من القرن العشرين، كان أصدقاء ومعارف دو بونت قلقين بشأن سلوكهِ الغريب والمُصاب بجنون العظمة، لكن ثروتهُ حمتهُ نوعاً ما. في 25 فبراير 1997، أُدين بالقتل من الدرجة الثالثة لإطلاقهِ النار على المصارع ديف شولتز، بطل المصارعة الحرة الأولمبي، الذي كان يعيش ويعمل في منزل دو بونت الكائن في نيوتاون سكوير، بولاية بنسلفانيا، في 26 يناير 1996. حُكم عليهِ بالسجن لمدة تتراوح بين ثلاثة عشر وثلاثين عامًا، لأنه كان يعاني من اضطراب نفسي، ولا يعاني من الجنون. توفي دو بونت في السجن عن عمر يناهز 72 عامًا في 9 ديسمبر 2010. وحتى الآن، يُعد دو بونت العضو الوحيد في قائمة فوربس لأغنى 400 أمريكي الذي أُدين بالقتل.

## روابط خارجية
- "Flickr", Collector, May 2008.
- "How About At Your Place?" Said the Colonel", LIFE, August 4, 1967
- "John E du Pont video Foxcatcher Farm - 1988" Documentary including footage of du Pont at his estate and at the Foxcatcher training facility.
- Hendrickson، John (ديسمبر 2014). "Turns Out That Sad Propaganda Video from Foxcatcher Was Real". esquire.com. Hearst Communications, Inc. مؤرشف من الأصل في 2015-01-07. اطلع عليه بتاريخ 2014-12-29.
- "LIFE photos"[وصلة مكسورة], LIFE, US Olympic pentathlete, August 1967.
- News coverage January 26–29, 1996 on أي بي سي (توضيح)، سي بي إس & سي إن إن؛ 16 minutes. About the murder and the immediate aftermath.